# Ushtrasana
Ushtrasana (Sanskrit उष्ट्रासन, IAST uṣṭrāsana) oder Ustrasana, deutsch Kamel, ist eine Übung des Yoga. Sie gehört in die Kategorie der Umkehrhaltungen. Der Sanskritname uṣṭrāsana bildet sich aus den Wörtern uṣṭrā „Kamel“ und āsana „Sitz“ oder allgemeiner übersetzt „Körperhaltung“.

## Vorbemerkung
In der Hathapradipika, der ältesten Schrift des Hatha Yoga (verfasst im 14. Jhd.), ist Ushtrasana nicht aufgeführt. Eine Erwähnung findet die Stellung hingegen im Vers II,41 der Gherandasamhita, die wahrscheinlich im 17. Jhd. verfasst wurde. Diese älteste Beschreibung ist jedoch von der heutigen Praxis grundverschieden: „Legen Sie sich mit dem Gesicht nach unten auf den Boden, winkeln Sie die Beine nach oben und führen Sie sie in Richtung des Rückens, greifen Sie die Beine mit den Händen und ziehen Sie den Mund und den Unterleib kräftig zusammen. Dies wird die Kamelhaltung genannt.“

## Körperliche Ausführung
B. K. S. Iyengar beginnt die Stellung im Kniestand, wobei Oberschenkel und Füße sich berühren. „Lege die Handflächen auf die Hüfte. Strecke die Oberschenkel, biege die Wirbelsäule nach hinten und dehne die Rippen.“ Dann werden die Handflächen, wenn möglich, mit Druck auf die Fersen gelegt, die Gesäßmuskulatur angespannt und die Wirbelsäule von der Mitte des Rückens aus bis zum Steißbein gestreckt. Der Kopf wird nach hinten „geworfen“, der Nacken muss nach hinten ausgestreckt bleiben.
Erling Petersen, dänischer Autor und Schüler des indischen Yogi Swami Narayanananda gibt ebenfalls den Hinweis, dass in der Endphase die Oberschenkel senkrecht sein sollen, „der Bauch wird durch die Anspannung der Gesäß- und Beckenbodenmuskeln nach vorn gedrückt.“
In der Tradition des Yoga von Swami Sivananda wird Ushtrasana als eine Variation von Chakrasana, dem Rad, geführt. Die Hände sollen die Knöchel erfassen. Swami Vishnudevananda erwähnt die Hüften, die bewusst gehoben werden sollen. Auch in dieser Tradition sollen die Beine nach Möglichkeit geschlossen sein, wie das Sivananda Yoga Vedanta Zentrum beschreibt.
André van Lysebeth empfiehlt, sich im Brustbereich des Rückens zu beugen und Beugungen im Lendenbereich auf jeden Fall zu vermeiden.
Selvarajan Yesudian lehrt die Stellung auf andere Weise: „Setze dich auf die Fersen, die Füße zusammen. Die Fußgelenke mit beiden Händen haltend, hebe Kreuz und Becken so hoch als möglich.“
Das Kamel ist Teil der zweiten Serie im Ashtanga (Vinyasa) Yoga. Dort wird die Übung mit der Atmung verknüpft, wobei im Kniestand die Ausatmung beginnt und die Rückwärtsbeugung mit der Einatmung verknüpft ist. Beim Ausatmen werden die Fersen gefasst und dann wird die Kamelstellung 5 Atemzüge lang gehalten.

## Führung der Aufmerksamkeit in der Übung
Nach Swami Kriyananda, einem direkten Schüler von Paramahansa Yogananda, kann in der Endstellung die Aufmerksamkeit auf die folgende Affirmation gerichtet werden: „Mit ruhigem Vertrauen öffne ich mich Deinem Licht.“

## Gesundheitliche Aspekte
B. K. S. Iyengar berichtet, dass Menschen mit abfallenden Schultern und rundem Rücken Nutzen aus der Übung ziehen werden, da die ganze Wirbelsäule nach hinten ausgestreckt und gekräftigt wird.
Wie bei Dhanurasana öffnet das Kamel nach Aussage des Bikram-Yoga „einen engen Brustkorb und gibt der Lunge mehr Raum.“